# Medea (mitologia)
Medea (lub Medeja, gr. Μήδεια Mḗdeia, łac. Medea) – w mitologii greckiej czarodziejka, córka Ajetesa (króla Kolchidy), wnuczka Heliosa. Żona Jazona.

## Mit

### Medea i Jazon
Jazon, syn Ajzona był prawowitym następcą tronu w Jolkos, jednak jego stryj, Pelias, nie chciał oddać mu władzy, którą podstępnie zagarnął. Kiedy Jazon upomniał się o swój tron, władca zażądał, żeby młodzieniec przywiózł mu złote runo z Kolchidy. Myślał bowiem, że bratanek nie wróci żywy z tej wyprawy.
Jazon udał się do Kolchidy. Kiedy przedstawił Ajetesowi, królowi tamtej krainy, cel swej wyprawy, władca się oburzył, ale postanowił poddać Jazona próbom: najpierw miał zaprząc w jarzmo ziejące ogniem byki, zaorać nimi pole, następnie zasiać w bruzdach zęby smoka i pokonać wojowników, którzy z nich wyrosną. Jazon zgodził się na warunki, choć wiedział, że nie wykona nawet pierwszego zadania.
Rozmowę króla z przybyszem podsłuchała córka władcy, Medea. Ponieważ pokochała Jazona, postanowiła zrobić wszystko, żeby mu pomóc. Medea była czarodziejką i kapłanką bogini Hekate. W tajemnicy dała młodzieńcowi maść, która chroniła ciało przed ogniem byków. Wyjawiła mu także, że aby pokonać smoczych wojowników, musi tylko rzucić kamieniem w jednego z nich, a ten sądząc, że to jeden z towarzyszy, rzuci się na niego. W konsekwencji pozabijają się sami.
Nazajutrz, dzięki pomocy królewny, Jazon przeszedł wszystkie zadania pomyślnie. Król, chcąc nie chcąc, musiał dotrzymać słowa. Polecił jednak, żeby młodzieniec sam zabrał złote runo ze świętego gaju Aresa. Ajetes pomyślał, że Jazon zginie, ponieważ skarbu pilnował smok. Medea znów pomogła ukochanemu – uśpiła potwora za pomocą czarów. Jazon zabrał runo i Medeę na swój statek Argo, przysięgając królewnie małżeństwo i wieczną miłość.
Król ruszył w pościg za Jazonem. Młodzieniec pomyślał, że władca Kolchidy dopadnie ich, jednak okręt Ajetesa nagle zwolnił. Marynarze zaczęli wyławiać coś z wody. Medea wyjawiła mu, że zabiła i poćwiartowała swojego braciszka Apsyrtosa. Wiedziała, że ojciec zbierze zwłoki, aby wyprawić synowi pogrzeb.

### Krwawa kąpiel
Jazon usunął Peliasa z tronu Jolkos. Wziął do pałacu swojego ojca Ajzona. Medea, poruszona miłością syna do ojca, postanowiła przywrócić Ajzonowi młodość. Wrzuciła do wody czarodziejskie zioła, umieściła Ajzona w kąpieli i wbiła mu miecz w gardło, aby krew połączyła się z naparem. Po chwili Ajzon stał się mężczyzną w pełni sił. Córki Peliasa również zapragnęły odmłodzić ojca. Tylko Alkestis nie wzięła w tym udziału. Jej siostry poćwiartowały ojca żywcem i wrzuciły go do wody. Medea jednak, chcąc zemścić się za krzywdę Jazona, dała im zioła, które przypieczętowały śmierć Peliasa.

### Zemsta
Jazon i Medea zostali wygnani z Jolkos. Udali się do Koryntu, gdzie władał Kreon. Jazon zakochał się w jego córce, Kreuzie (Glauke). Chciał wziąć ją za żonę, choć przysiągł już miłość Medei, z którą miał już dwóch synów. Kreon był zadowolony z planów Jazona. Ten zaczął tłumaczyć czarodziejce, że ślub z barbarzyńską księżniczką jest dla Greków nieważny, a jego miłość już wygasła. Medea obiecała Jazonowi, że wyjedzie, poprosiła tylko o jeden dzień zwłoki. Kreon ulitował się nad królewną, chociaż bał się jej. Medea zaplanowała zemstę za nieodwzajemnioną miłość mężczyzny, dla którego zerwała więź z domem rodzinnym i popełniła wiele zbrodni. W dowód dobrej woli wysłała pannie młodej wspaniałą suknię ślubną i piękny diadem. W rzeczywistości była to pułapka. Gdy Kreuza włożyła suknię, materiał wżarł się w jej ciało i zaczął palić dziewczynę żywcem. Diadem wczepił się w jej włosy, trawiąc skórę głowy dziewczyny. Kreon rzucił się na ratunek córce i sam zginął. Medea nasączyła te podarunki zabójczym eliksirem.

### Sprawczyni dzieciobójstwa
Helios, dziadek Medei, wysłał wnuczce rydwan, na którym mogła uciec przed rozgniewanymi mieszkańcami Koryntu. Przed ucieczką Medea z nienawiści do ojca swych dzieci zabiła własnych synów – Mermerosa i Feresa. Na oczach Jazona odleciała z ciałami młodzieńców, pozbawiając ojca prawa do wyprawienia pogrzebu.

### Trucicielka
Czarodziejka znalazła schronienie w Atenach, gdzie ugościł ją król Egeusz. Poślubiła go i urodziła syna, Medosa. Chciała umieścić swojego potomka na tronie Aten. Kiedy przybył prawowity dziedzic, Tezeusz, Medea wmówiła Egeuszowi, który nie poznał syna, że przybysz może być niebezpieczny i podała mu puchar z trucizną. Egeusz w ostatniej chwili poznał syna i wytrącił mu puchary z ręki. Medea uciekła z Aten. Razem z Medosem udała się na wschód, gdzie założyła miasto, dając początek Medom.

### Odnalezione szczęście
Pomimo tak wielu zbrodni Medea została przeniesiona po śmierci na Pola Elizejskie, gdzie poślubiła Achillesa. Księżniczka w końcu odnalazła szczęście u jego boku.